# Bevrijdingsmonument Baarlo
Het bevrijdingsmonument van Baarlo is een monument ter nagedachtenis aan de bevrijding van Baarlo.

## Achtergrond
Kasteel De Raay was van 1937 tot circa 1995 in gebruik als klooster van de Missiezusters van de H. Familie. In de tuin werd op initiatief van pater P. Vossen tegen het eind van de Tweede Wereldoorlog een Jezusbeeld geplaatst. Blijkens een inscriptie in de voet werd het op 3 september 1944 onthuld en ingezegend. Het aardewerken beeld werd gemaakt door Piet Peters uit Tegelen. Baarlo werd twee maanden later, op 21 november 1944, bevrijd door de Schotse B-compagnie van het 1e bataljon van de 154e Infanteriebrigade "Gordon Highlanders" onder leiding van brigadier Olivier. De bevrijdingsdatum is later aan de achterzijde van het beeld toegevoegd.

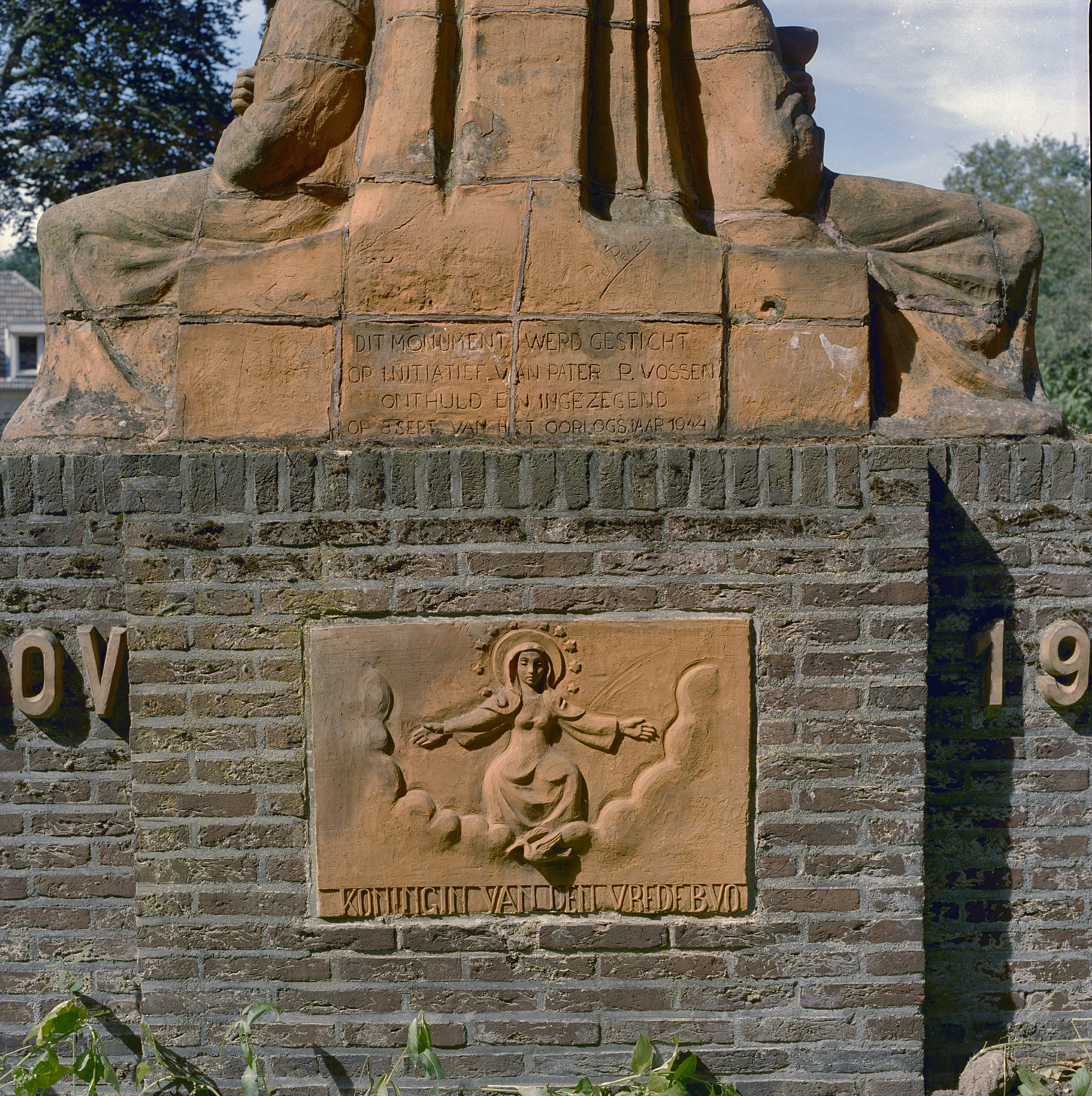
Detail van de achterzijde

## Beschrijving
Het gedenkteken toont Christus ten voeten uit, afgebeeld als middelaar, met één hand wijzend naar de hemel en de andere naar de aarde. Aan weerszijden van hem zit een vrouwenfiguur, die respectievelijk een kelk en een kruis voor de borst houden. 
De beeldengroep staat op een bakstenen sokkel waarin aan plaquettes zijn geplaatst met afbeeldingen in reliëf. Een plaquette aan de achterzijde met Maria als koningin van de vrede.